# Ceratomyxa dubia
Ceratomyxa dubia is een microscopische parasiet uit de familie Ceratomyxidae. Ceratomyxa dubia werd in 1921 beschreven door Dunkerley. 